# Gala León García
Gala León García (ur. 23 grudnia 1973 w Madrycie), hiszpańska tenisistka.
Pierwszy mecz w rozgrywkach cyklu ITF rozegrała w 1990 roku. W następnym roku osiągnęła po raz pierwszy w karierze ćwierćfinał w Barcelonie a w 1992 roku dwukrotnie wystąpiła w półfinale. Pierwszy turniej wygrała w 1993 roku w Faro. Razem w rozgrywkach rangi ITF wygrała sześć turniejów singlowych i cztery deblowe. Ma na swoim koncie również jeden wygrany turniej singlowy WTA, w 2000 roku, w Madrycie.

## Finały turniejów WTA
| Legenda                | Legenda |
| ---------------------- | ------- |
| Wielki Szlem           |         |
| Igrzyska olimpijskie   |         |
| WTA Tour Championships |         |
| 1988 – 2008            |         |
| Kategoria I            |         |
| Kategoria II           |         |
| Kategoria III          |         |
| Kategoria IV           |         |
| Kategoria V            |         |

### Gra pojedyncza
| Końcowy wynik | Nr | Data          | Turniej         | Nawierzchnia | Przeciwniczka           | Wynik finału  |
| ------------- | -- | ------------- | --------------- | ------------ | ----------------------- | ------------- |
| Finalistka    | 1. | 12 lipca 1998 | Maria Lankowitz | Ceglana      | Patty Schnyder          | 2:6, 6:4, 3:6 |
| Zwyciężczyni  | 1. | 27 maja 2000  | Madryt          | Ceglana      | Fabiola Zuluaga         | 4:6, 6:2, 6:2 |
| Finalistka    | 2. | 23 lipca 2000 | Sopot           | Ceglana      | Anke Huber              | 6:7(4), 3:6   |
| Finalistka    | 3. | 22 lipca 2001 | Knokke-Heist    | Ceglana      | Iroda Tulyaganova       | 2:6, 3:6      |
| Finalistka    | 4. | 29 lipca 2001 | Sopot           | Ceglana      | Cristina Torrens Valero | 2:6, 2:6      |

## Wygrane turnieje ITF

### Gra pojedyncza
|    | Data       | Turniej   | Kat. | ($)    | Naw.   | Finalistka         | Wynik    |
| 1. | 08/02/1993 | Faro      | ITF  | 10 000 | twarda | Sofia Prazeres     | 6:3, 6:3 |
| 2. | 22/03/1993 | Madryt    | ITF  | 10 000 | ziemna | Lenka Nemeckova    | 6:3, 6:4 |
| 3. | 22/05/1995 | Barcelona | ITF  | 25 000 | ziemna | Wiera Żukowiec     | 6:0, 6:0 |
| 4. | 10/07/1995 | Vigo      | ITF  | 25 000 | ziemna | Estefania Bottini  | 6:0, 6:1 |
| 5. | 17/07/1995 | Gexto     | ITF  | 25 000 | ziemna | Christina Papadaki | 6:3, 6:4 |
| 6. | 15/06/1997 | Budapeszt | ITF  | 50 000 | ziemna | Mariana Díaz-Oliva | 7:5, 6:2 |